# The Secret of the Magic Gourd
The Secret of the Magic Gourd (chinês: 宝葫芦的秘密), ou The Magic Gourd, é um filme de 2007 feito pela Centro em coprodução com China Movie Co Ltd e Disney. O filme é estrelado por Chen Peisi e Gigi Leung.
The Secret of the Magic Gourd é o primeiro filme Disney de CGI/animado produzido para o mercado Chinês.
O filme foi lançado em DVD nos Estados Unidos em 27 de Janeiro de 2009. O dublador inglês para o Magic Gourd foi Corbin Bleu, a estrela de High School Musical.